# Pistolet Lignose Einhand
Lignose Einhand – niemiecki, kieszonkowy pistolet samopowtarzalny. Dzięki wyposażeniu w opatentowane przez Witolda Chylewskiego urządzenie Lignose Einhand mógł być przeładowany jedną ręką.

## Historia
Na początku XX wieku coraz większą popularność zaczęły pistolety samopowtarzalne. Wśród nowych konstrukcji pojawiły się także pistolety przeznaczone do samoobrony, o niewielkich rozmiarach, kalibru 6,35 mm. Ich największą zaletą w porównaniu z rewolwerami były niewielkie wymiary, ale pistolety kieszonkowe posiadały także wady. Oddanie szybkiego strzału z pistoletu wymagało przenoszenia broni załadowanej co było niebezpieczne. Przenoszenie pistoletu niezaładowanego powodowało, że musiały on być przed strzałem przeładowany. Przeładowanie wymagało użycia obu rąk co w przypadku nagłego ataku nie zawsze było możliwe.
W 1914 roku Witold Chylewski otrzymał patent na urządzenie eliminujące konieczność użycia obu rąk do przeładowania pistoletu. W pistolecie z urządzeniem Chylewskiego przednia część kabłąka spustowego była ruchoma. Jej ściągnięcie za pomocą palca wskazującego powodowało odciągnięcie zamka. W ten sposób możliwe było przeładowanie pistoletu jedną ręką. Opatentowane przez Witolda Chylewskiego urządzenie mogło być wykorzystywane tylko w pistoletach kieszonkowych małego kalibru ponieważ w broni większego kalibru opór sprężyny powrotnej jest zbyt duży aby mógł być pokonany naciskiem palca.
W 1920 roku patent na to urządzenie zakupił Theodore Bergman. W biurze konstrukcyjnym jego fabryki opracowano pistolet kieszonkowy z urządzeniem Chylewskiego. Po rozpoczęciu produkcji pistoletu fabryka Bergmana została kupiona przez firmę Aktiengesellschaft Lignose. Kontynuowała ona produkcję pistoletu z urządzeniem Chylewskiego i sprzedawała pod własną marką jako Lignose. Pistolet produkowany był w wersjach Lignose Einhand 2A i Lignose Einhand 3A różniących się długością chwytu i pojemnością magazynka.

## Opis
Lignose Einhand 3A był bronią samopowtarzalną. Zasada działania oparta na odrzucie zamka swobodnego. Mechanizm spustowy bez samonapinania z iglicowym mechanizmem uderzeniowym. Pistolet był wyposażony w bezpiecznik manualny. Dzięki urządzeniu Chylewskiego pistolet mógł być przeładowany jedną ręką.
Einhand 3A był zasilany z wymiennego, jednorzędowego magazynka pudełkowego o pojemności 9 naboi, umieszczonego w chwycie. Zatrzask magazynka znajdował się u doły chwytu.
Lufa gwintowana o 6 bruzdach prawoskrętnych.